# Орден Мастеров масонов метки

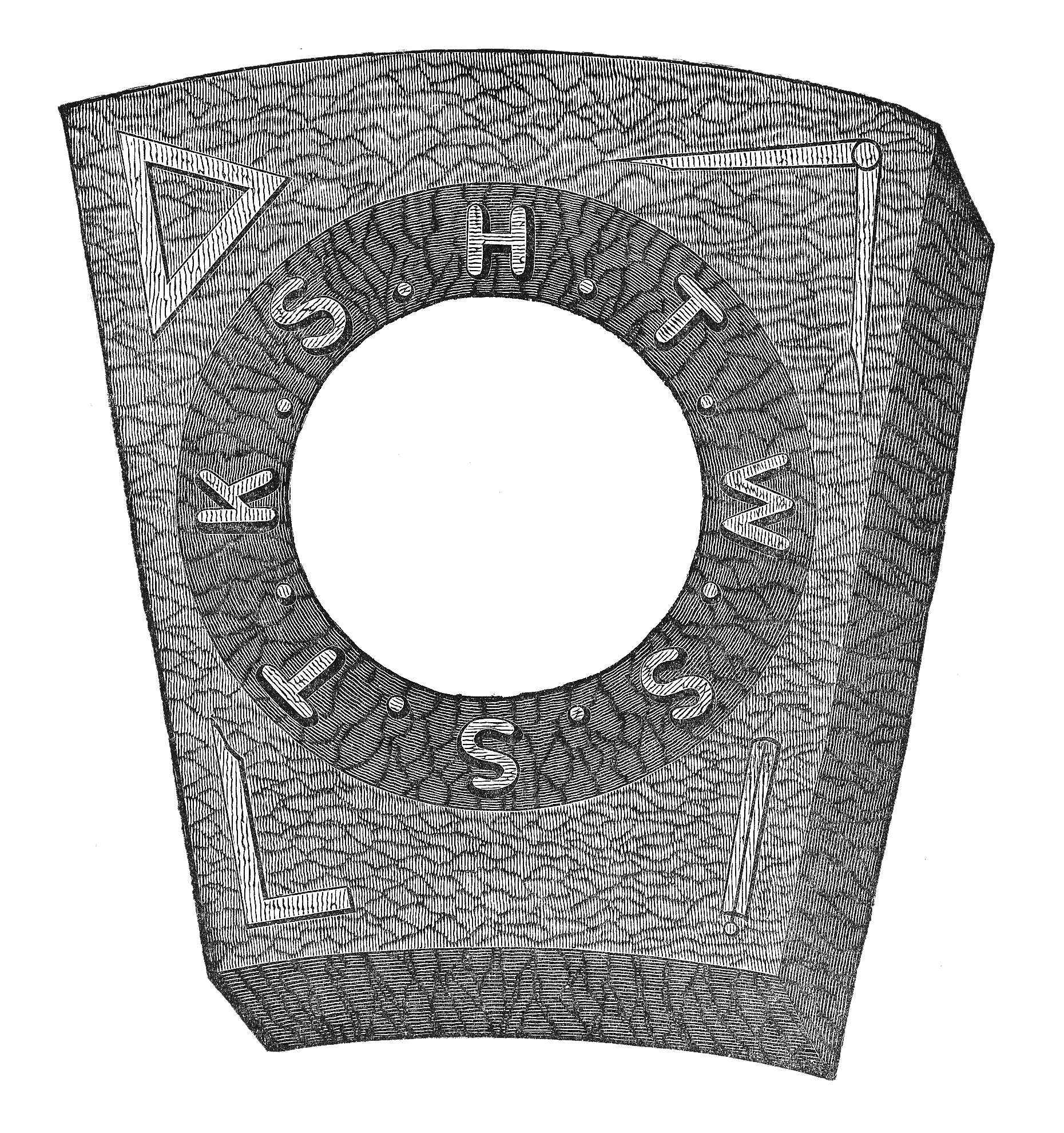
Замковый камень — символ мастеров масонов метки

Орден Мастеров масонов метки (англ. Order of Mark Master Masons) относится к организациям дополнительных степеней масонства, и является дополнительной организационной структурой, как Йоркского устава, так и устава Эмулейшн. Орден проводит посвящения в степень носителя метки или мастера масона метки (мастера метки).

## Аллегорическая легенда
Как и в символическом (Craft) масонстве, степень мастера метки передает моральные и этические уроки, используя в ритуалах аллегорию, основанную на сооружении Храма царя Соломона. События посвящения в степень требуют от кандидата вспомнить уроки степени подмастерья. Таким образом, степень мастера метки рассматривается как расширение степени подмастерья, и философские уроки, передаваемые во время посвящения в эту степень, подходят к новому этапу в масонском развитии масона. Легенда примиряет англо-американскую версию легенды о Хираме с 3300 мастерами масонами, указанными в конституциях Джеймса Андерсона, которые из мастеров масонов становятся надзирателями за строительством. Кандидату помогают выбрать метку мастера масона и представляют продолжение другой версии легенды о Хираме, касающейся изготовления, потери и повторного нахождения краеугольного камня в степени Королевской арки.

## История

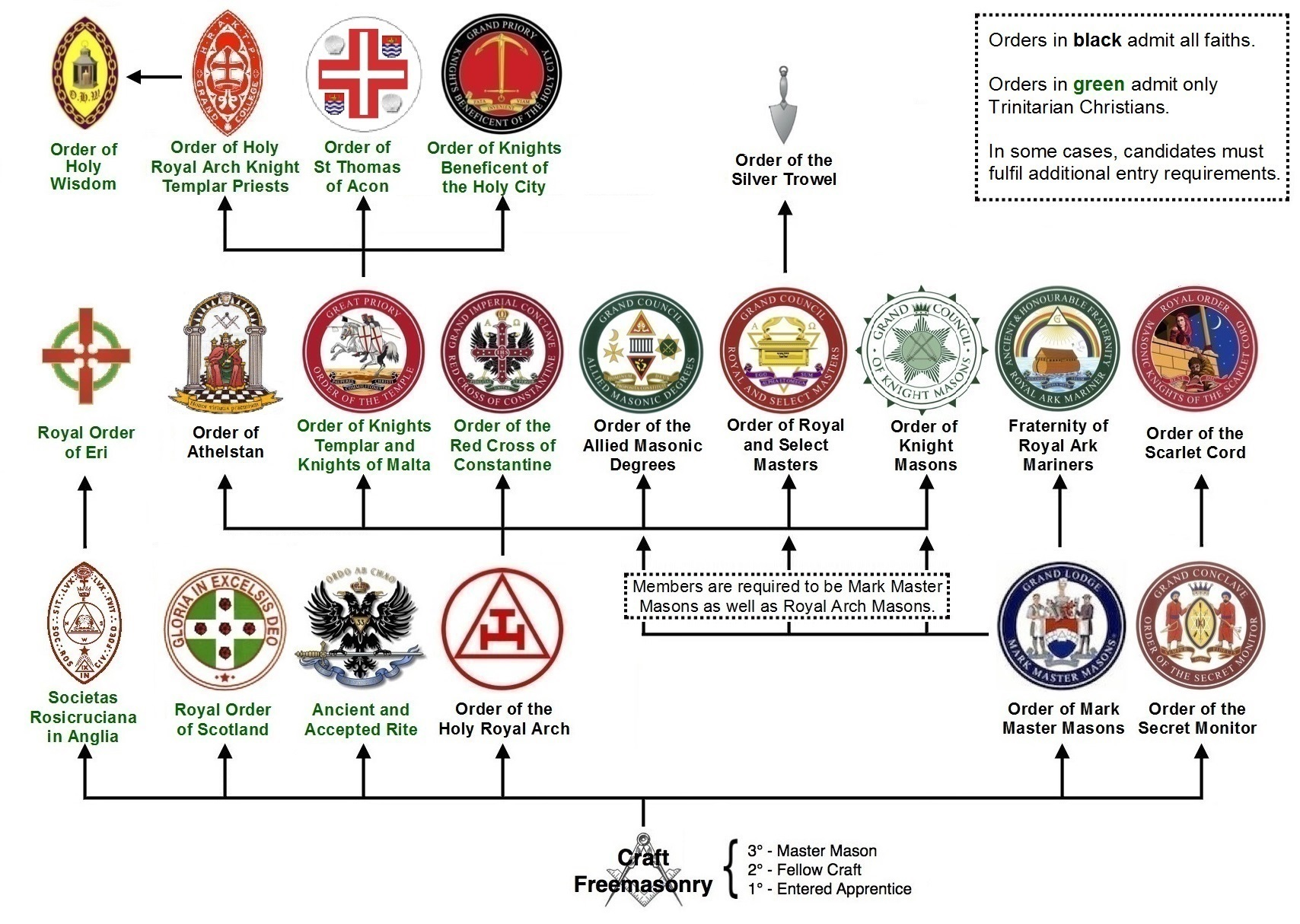
Положение Ордена мастеров масонов метки в структуре дополнительных степеней масонства

Первое упоминание о степени мастера метки относится к 1769 году, когда Томас Данкерли, как провинциальный великий суперинтендант, представил степень мастера масона метки в Капитуле Королевской арки в Портсмуте.
После подписания союза между великими ложами древних и современных, и создания Объединенной великой ложи Англии в 1813 году, было заявлено, что существуют только три символических (Craft) градуса, в том числе Королевская арка, за исключением степени мастера метки. По этой причине, в то время как в остальной части мира степень мастера метки была привязана к Королевской арке, в Англии это не было запрещено до 1850-х годов. Подобную практику проводила группа шотландских масонов, которые использовали незаконный патент от Капитула «Bon Accord» в Абердине, и создали по этому патенту ложу в Лондоне. Попытка добавить в символическое масонство степень мастера метки потерпела поражение в 1856 году, и в качестве ответа на это поражение была создана Великая ложа мастеров масонов метки.
Как масонство распространялось по всему миру в XVIII—XIX веках, так и степень мастера метки стала хорошо организованной и теперь имеет присутствие во всём мире и представлена шестью дочерними великими ложами, а сама степень практикуется в альтернативных административных структурах. В Англии нынешним великим мастером Ордена Мастеров масонов метки является Принц Майкл Кентский, который является младшим братом великого мастера Объединённой великой ложи Англии, Принца Эдварда, герцога Кентского.
Кристофер Найт и Роберт Ломас пытались спекулировать на теме степени мастера метки в своей книге 1996 года «Ключ Хирама», высказывая спорную версию строительства часовни Рослина в Шотландии (1440—1490 годах), тем самым пытаясь заявить о связи между тамплиерами и масонством. Согласно этой версии, впервые степень мастера метки была введена Уильямом Синклером, который, как утверждали Найт и Ломас, был первым великим мастером и основателем масонства.

## Административные структуры

Тройное Тау — эмблема Королевской арки

Англия, Индия и части Европы и Австралазии — градус метки присваивается в отдельно учреждённой ложе масонов — мастеров метки. Кандидат на усовершенствование должен быть мастером масоном. Следующий градус, морехода царственного ковчега, присваивается в ложе метки, которая не относится к Йоркскому уставу. В США этот градус входит в число смежных масонских градусов. В Канаде градус морехода царственного ковчега присваивается Советом царственных и избранных мастеров.
Шотландия — градус метки проходят в символической ложе как логическое завершение градуса подмастерья, но для присвоения этого градуса требуется, чтобы кандидат был мастером масоном. Как альтернатива, в качестве исключения, метку могут присвоить в Капитуле святого царственного свода в качестве предпосылки для возвышения в градус СКА (Святой Королевской арки, англ. — HRA, Holy Royal Arch). Если кандидата успели посвятить в градус метки в символической ложе, его посвящение в капитуле проводится по короткому ритуалу аффилиации в ложу метки, к этому капитулу относящейся (говорят — «причаленной», или «пришвартованной» к капитулу; англ. — «moored»).